# آی‌اس‌سی
آی‌اس‌سی (انگلیسی: Internet Systems Consortium) شرکت نرم‌افزار آمریکایی است، که در سال ۱۹۹۴ توسط پل ویکسی تأسیس شد.